# Легка атлетика на літніх Олімпійських іграх 2016 — біг на 100 метрів (чоловіки)
Змагання з легкої атлетики в бігові на 100 метрів серед чоловіків на літніх Олімпійських іграх 2016 відбудуться 13 і 14 серпня на Олімпійському стадіоні Жоао Авеланжа.

## Рекорди
Станом на 13 серпня 2016 світовий і олімпійський рекорди були такими:
| Світовий рекорд     | Усейн Болт (JAM) | 9.58 | Берлін, Німеччина       | 16 серпня 2009 |
| Олімпійський рекорд | Усейн Болт (JAM) | 9.63 | Лондон, Велика Британія | 5 серпня 2012  |

## Розклад змагань
Час місцевий (UTC−3).
| Дата                   | Час         | Раунд                         |
| ---------------------- | ----------- | ----------------------------- |
| Субота, 13 серпня 2016 | 09:30 12:00 | Попередні забіги Чвертьфінали |
| Неділя, 14 серпня 2016 | 21:00 22:25 | Півфінали Фінал               |

## Результати

### Попередні забіги
В попередніх забігах взяли участь спортсмени, яких запросили на Олімпіаду без виконання олімпійського нормативу. Легкоатлети, які виконали норматив, пройшли одразу у чвертьфінали.
У чвертьфінали проходять перші двоє спортсменів з кожного забігу (Q), а також двоє найшвидших крім них (q).

#### Забіг 1
| Місце | Доріжка | Ім'я                  | Країна                   | Час реакції     | Результат | Примітки |
| ----- | ------- | --------------------- | ------------------------ | --------------- | --------- | -------- |
| 1     | 9       | Рісте Пандев          | Північна Македонія (MKD) | 0.145           | 10.72     | Q, SB    |
| 2     | 8       | Судірман Гаді         | Індонезія (INA)          | 0.136           | 10.77     | Q        |
| 3     | 4       | Мохаммед Абукхуса     | Палестина (PLE)          | 0.176           | 10.82     | q        |
| 4     | 5       | Голдер да Сілва       | Гвінея-Бісау (GBS)       | 0.165           | 10.97     |          |
| 5     | 6       | Вільфрід Бінгангойе   | Габон (GAB)              | 0.145           | 11.03     |          |
| 6     | 2       | Мохамед Ламін Дансоко | Гвінея (GUI)             | 0.145           | 11.05     |          |
| 7     | 7       | Абдул Вахаб Захірі    | Афганістан (AFG)         | 0.170           | 11.56     |          |
| 8     | 3       | Річсон Сімеон         | Маршаллові Острови (MHL) | 0.136           | 11.81     | SB       |
|       |         |                       |                          | Вітер: −0.2 m/s |           |          |

#### Забіг 2
| Місце | Доріжка | Ім'я               | Країна                   | Час реакції     | Результат | Примітки |
| ----- | ------- | ------------------ | ------------------------ | --------------- | --------- | -------- |
| 1     | 2       | Хассан Сааід       | Мальдіви (MDV)           | 0.130           | 10.43     | Q        |
| 2     | 6       | Сьюені Філімоне    | Тонга (TGA)              | 0.155           | 10.76     | Q        |
| 3     | 7       | Люке Беззіна       | Мальта (MLT)             | 0.167           | 11.04     |          |
| 4     | 5       | Масбах Ахмед       | Бангладеш (BAN)          | 0.137           | 11.34     |          |
| 5     | 4       | Айзек Сілафау      | Американське Самоа (ASA) | 0.141           | 11.51     |          |
| 6     | 8       | Джон Рука          | Кірибаті (KIR)           | 0.178           | 11.65     |          |
| 7     | 3       | Ерменехільдо Лейте | Ангола (ANG)             | 0.145           | 11.65     |          |
|       |         |                    |                          | Вітер: +0.4 m/s |           |          |

#### Забіг 3
| Місце | Доріжка | Ім'я                 | Країна                             | Час реакції     | Результат | Примітки |
| ----- | ------- | -------------------- | ---------------------------------- | --------------- | --------- | -------- |
| 1     | 7       | Родман Телтулл       | Палау (PLW)                        | 0.135           | 10.53     | Q        |
| 2     | 6       | Тімоті Яп            | Сінгапур (SIN)                     | 0.140           | 10.84     | Q        |
| 3     | 3       | Мохамед Фахрі Ісмаїл | Бруней (BRU)                       | 0.163           | 10.92     | q        |
| 4     | 4       | Ісмаїл Камара        | Сьєрра-Леоне (SLE)                 | 0.146           | 10.95     |          |
| 5     | 5       | Кітсон Капіріел      | Федеративні Штати Мікронезії (FSM) | 0.159           | 11.42     |          |
| 6     | 2       | Джіду Ель Моктар     | Мавританія (MTN)                   | 0.157           | 11.44     |          |
| 7     | 8       | Етімоні Тімуані      | Тувалу (TUV)                       | 0.143           | 11.81     |          |
|       |         |                      |                                    | Вітер: −0.3 m/s |           |          |

### Чвертьфінали
У чвертьфінал виходять по двоє перших з кожного забігу (Q), а також вісім найшвидших крім них (q).

#### Забіг 1
| Місце | Доріжка | Ім'я                 | Країна                  | Час реакції     | Результат | Примітки |
| ----- | ------- | -------------------- | ----------------------- | --------------- | --------- | -------- |
| 1     | 3       | Кемарлі Браун        | Бахрейн (BRN)           | 0.146           | 10.13     | Q        |
| 2     | 5       | Чиджинду Уджа        | Велика Британія (GBR)   | 0.150           | 10.13     | Q        |
| 3     | 7       | Марвін Брейсі        | США (USA)               | 0.155           | 10.16     | q        |
| 4     | 2       | Сеє Огунлеве         | Нігерія (NGR)           | 0.139           | 10.26     |          |
| 5     | 1       | Фемі Огуноде         | Катар (QAT)             | 0.170           | 10.28     |          |
| 6     | 8       | Шон Сафо-Антві       | Гана (GHA)              | 0.145           | 10.43     |          |
| 7     | 9       | Реза Гасемі          | Іран (IRI)              | 0.150           | 10.47     |          |
| 8     | 6       | Едріан Гріффіт       | Багамські Острови (BAH) | 0.143           | 10.53     |          |
| 9     | 4       | Мохамед Фахрі Ісмаїл | Бруней (BRU)            | 0.151           | 10.95     |          |
|       |         |                      |                         | Вітер: −1.2 m/s |           |          |

#### Забіг 2
| Місце | Доріжка | Ім'я              | Країна                   | Час реакції     | Результат | Примітки |
| ----- | ------- | ----------------- | ------------------------ | --------------- | --------- | -------- |
| 1     | 8       | Джастін Гетлін    | США (USA)                | 0.160           | 10.01     | Q        |
| 2     | 7       | Денієл Бейлі      | Антигуа і Барбуда (ANT)  | 0.153           | 10.20     | Q        |
| 3     | 1       | Рондель Соррілло  | Тринідад і Тобаго (TTO)  | 0.112           | 10.23     |          |
| 4     | 5       | Джеральд Фірі     | Замбія (ZAM)             | 0.146           | 10.27     |          |
| 5     | 9       | Лукас Якубчик     | Німеччина (GER)          | 0.166           | 10.29     |          |
| 6     | 6       | Огха-Огене Егверо | Нігерія (NGR)            | 0.151           | 10.37     |          |
| 7     | 3       | Юа Вільфрід Коффі | Кот-д'Івуар (CIV)        | 0.166           | 10.37     |          |
| 8     | 2       | Родман Телтулл    | Палау (PLW)              | 0.133           | 10.64     |          |
| 9     | 4       | Рісте Пандев      | Північна Македонія (MKD) | 0.163           | 10.71     | SB       |
|       |         |                   |                          | Вітер: +0.8 m/s |           |          |

#### Забіг 3
| Місце | Доріжка | Ім'я                   | Країна                   | Час реакції    | Результат | Примітки |
| ----- | ------- | ---------------------- | ------------------------ | -------------- | --------- | -------- |
| 1     | 5       | Сє Чженьє              | Китай (CHN)              | 0.143          | 10.08     | Q, PB    |
| 2     | 3       | Нікель Ашмід           | Ямайка (JAM)             | 0.132          | 10.13     | Q        |
| 3     | 6       | Хассан Тафтян          | Іран (IRI)               | 0.150          | 10.17     | q        |
| 4     | 2       | Кім Коллінз            | Сент-Кіттс і Невіс (SKN) | 0.151          | 10.18     | q        |
| 5     | 4       | Абдулла Абкар Мохаммед | Саудівська Аравія (KSA)  | 0.154          | 10.26     |          |
| 6     | 7       | Азіз Оухаді            | Марокко (MAR)            | 0.158          | 10.34     |          |
| 7     | 9       | Кемар Гайман           | Кайманові Острови (CAY)  | 0.160          | 10.34     |          |
| 8     | 8       | Даррелл Веш            | Гаїті (HAI)              | 0.138          | 10.39     |          |
|       |         |                        |                          | Wind: −0.1 m/s |           |          |

#### Забіг 4
| Місце | Доріжка | Ім'я             | Країна                  | Час реакції     | Результат | Примітки |
| ----- | ------- | ---------------- | ----------------------- | --------------- | --------- | -------- |
| 1     | 3       | Андре де Грассе  | Канада (CAN)            | 0.148           | 10.04     | Q        |
| 2     | 9       | Асука Кембридж   | Японія (JPN)            | 0.137           | 10.13     | Q        |
| 3     | 2       | Су Бінтянь       | Китай (CHN)             | 0.146           | 10.17     | q        |
| 4     | 1       | Джиммі Віко      | Франція (FRA)           | 0.164           | 10.19     | q        |
| 5     | 7       | Чуранді Мартіна  | Нідерланди (NED)        | 0.142           | 10.22     |          |
| 6     | 5       | Еммануель Матаді | Ліберія (LBR)           | 0.146           | 10.31     |          |
| 7     | 8       | Джуліан Ройс     | Німеччина (GER)         | 0.135           | 10.34     |          |
| 8     | 6       | Джамал Ролле     | Багамські Острови (BAH) | 0.145           | 10.68     |          |
| 9     | 4       | Судірман Гаді    | Індонезія (INA)         | 0.122           | 10.70     |          |
|       |         |                  |                         | Вітер: −0.5 m/s |           |          |

#### Забіг 5
| Місце | Доріжка | Ім'я              | Країна                  | Час реакції     | Результат | Примітки |
| ----- | ------- | ----------------- | ----------------------- | --------------- | --------- | -------- |
| 1     | 9       | Бен Юссеф Мейте   | Кот-д'Івуар (CIV)       | 0.145           | 10.03     | Q        |
| 2     | 6       | Трейвон Бромелл   | США (USA)               | 0.165           | 10.13     | Q        |
| 3     | 5       | Крістоф Леметр    | Франція (FRA)           | 0.150           | 10.16     | q        |
| 4     | 7       | Сейха Грін        | Антигуа і Барбуда (ANT) | 0.156           | 10.20     | q        |
| 5     | 8       | Кестон Бледмен    | Тринідад і Тобаго (TTO) | 0.150           | 10.20     |          |
| 6     | 2       | Акім Гейнс        | Канада (CAN)            | 0.123           | 10.22     |          |
| 7     | 6       | Габрієль Мвумвуре | Зімбабве (ZIM)          | 0.131           | 10.28     |          |
| 8     | 3       | Хассан Сааід      | Мальдіви (MDV)          | 0.135           | 10.47     |          |
| 9     | 4       | Сьюені Філімоне   | Тонга (TGA)             |                 | DNS       |          |
|       |         |                   |                         | Вітер: +0.2 m/s |           |          |

#### Забіг 6
| Місце | Доріжка | Ім'я              | Країна                   | Час реакції     | Результат | Примітки |
| ----- | ------- | ----------------- | ------------------------ | --------------- | --------- | -------- |
| 1     | 4       | Йоган Блейк       | Ямайка (JAM)             | 0.154           | 10.11     | Q        |
| 2     | 8       | Жак Харві         | Туреччина (TUR)          | 0.159           | 10.14     | Q        |
| 3     | 9       | Баракат Аль-Харті | Оман (OMA)               | 0.155           | 10.22     |          |
| 4     | 2       | Мосіто Лехата     | Лесото (LES)             | 0.151           | 10.25     |          |
| 5     | 6       | Джеймс Еллінгтон  | Велика Британія (GBR)    | 0.145           | 10.29     |          |
| 6     | 3       | Енріко Бруінтьєс  | ПАР (RSA)                | 0.107           | 10.33     |          |
| 7     | 5       | Чжан Пеймен       | Китай (CHN)              | 0.121           | 10.36     |          |
| 8     | 7       | Антуан Адамс      | Сент-Кіттс і Невіс (SKN) | 0.149           | 10.39     |          |
|       |         |                   |                          | Вітер: −0.8 m/s |           |          |

#### Забіг 7
| Місце | Доріжка | Ім'я           | Країна                  | Час реакції     | Результат | Примітки |
| ----- | ------- | -------------- | ----------------------- | --------------- | --------- | -------- |
| 1     | 6       | Усейн Болт     | Ямайка (JAM)            | 0.156           | 10.07     | Q        |
| 2     | 3       | Ендрю Фішер    | Бахрейн (BRN)           | 0.134           | 10.12     | Q        |
| 3     | 7       | Джеймс Дасаолу | Велика Британія (GBR)   | 0.171           | 10.18     | q        |
| 4     | 9       | Йосіхіде Кірю  | Японія (JPN)            | 0.150           | 10.23     |          |
| 5     | 2       | Шавез Гарт     | Багамські Острови (BAH) | 0.139           | 10.28     | SB       |
| 6     | 5       | Річард Томпсон | Тринідад і Тобаго (TTO) | 0.130           | 10.29     |          |
| 7     | 8       | Джавід Бест    | Сент-Люсія (LCA)        | 0.147           | 10.39     |          |
| 8     | 1       | Юрген Темен    | Суринам (SUR)           | 0.139           | 10.47     |          |
| 9     | 4       | Тімоті Яп      | Сінгапур (SIN)          | 0.149           | 10.79     |          |
|       |         |                |                         | Вітер: −0.4 m/s |           |          |

#### Забіг 8
| Місце | Доріжка | Ім'я                 | Країна                   | Час реакції     | Результат | Примітки |
| ----- | ------- | -------------------- | ------------------------ | --------------- | --------- | -------- |
| 1     | 4       | Акані Сімбіне        | ПАР (RSA)                | 0.124           | 10.14     | Q        |
| 2     | 1       | Ріота Ямагата        | Японія (JPN)             | 0.111           | 10.20     | Q        |
| 3     | 7       | Аарон Бравн          | Канада (CAN)             | 0.135           | 10.24     |          |
| 4     | 9       | Рамон Гіттенс        | Барбадос (BAR)           | 0.162           | 10.25     |          |
| 5     | 2       | Соломон Бокарі       | Нідерланди (NED)         | 0.127           | 10.36     |          |
| 5     | 5       | Вітор Уго Душ Сантуш | Бразилія (BRA)           | 0.157           | 10.36     |          |
| 7     | 6       | Кім Кук Йон          | Південна Корея (KOR)     | 0.135           | 10.37     |          |
| 8     | 3       | Бріджеш Ловренс      | Сент-Кіттс і Невіс (SKN) | 0.163           | 10.55     |          |
| 9     | 8       | Мохаммед Абукхуса    | Палестина (PLE)          | 0.153           | 11.89     |          |
|       |         |                      |                          | Вітер: −1.3 m/s |           |          |

### Півфінали

#### Забіг 1
| Місце | Доріжка | Ім'я            | Країна            | Час реакції     | Результат | Примітки |
| ----- | ------- | --------------- | ----------------- | --------------- | --------- | -------- |
| 1     | 3       | Джиммі Віко     | Франція (FRA)     |                 | 9.95      | Q        |
| 2     | 7       | Бен Юссеф Мейте | Кот-д'Івуар (CIV) |                 | 9.97      | Q        |
| 3     | 5       | Акані Сімбіне   | ПАР (RSA)         |                 | 9.98      | q        |
| 4     | 9       | Жак Харві       | Туреччина (TUR)   |                 | 10.03     |          |
| 5     | 4       | Нікель Ашмід    | Ямайка (JAM)      |                 | 10.05     |          |
| 6     | 8       | Марвін Брейсі   | США (USA)         |                 | 10.08     |          |
| 7     | 6       | Сє Чженьє       | Китай (CHN)       |                 | 10.11     |          |
| 8     | 2       | Хассан Тафтян   | Іран (IRN)        |                 | 10.23     |          |
|       |         |                 |                   | Вітер: ±0.0 m/s |           |          |

#### Забіг 2
| Місце | Доріжка | Ім'я            | Країна                   | Час реакції     | Результат | Примітки |
| ----- | ------- | --------------- | ------------------------ | --------------- | --------- | -------- |
| 1     | 6       | Усейн Болт      | Ямайка (JAM)             | .143            | 9.86      | Q, SB    |
| 2     | 5       | Андре де Грассе | Канада (CAN)             | .130            | 9.92      | Q, PB    |
| 3     | 9       | Трейвон Бромелл | США (USA)                | .128            | 10.01     | q        |
| 4     | 7       | Чиджинду Уджа   | Велика Британія (GBR)    | .160            | 10.01     | SB       |
| 5     | 8       | Ріота Ямагата   | Японія (JPN)             | .109            | 10.05     | PB       |
| 6     | 3       | Кім Коллінз     | Сент-Кіттс і Невіс (SKN) | .138            | 10.12     |          |
| 7     | 2       | Сейха Грін      | Антигуа і Барбуда (ANT)  | .143            | 10.13     |          |
|       | 4       | Ендрю Фішер     | Бахрейн (BRN)            |                 | DQ        | R162.7   |
|       |         |                 |                          | Вітер: ±0.0 m/s |           |          |

#### Забіг 3
| Місце | Доріжка | Ім'я           | Країна                  | Час реакції     | Результат | Примітки |
| ----- | ------- | -------------- | ----------------------- | --------------- | --------- | -------- |
| 1     | 6       | Джастін Гетлін | США (USA)               |                 | 9.94      | Q        |
| 2     | 4       | Йоган Блейк    | Ямайка (JAM)            |                 | 10.01     | Q        |
| 3     | 9       | Крістоф Леметр | Франція (FRA)           |                 | 10.07     | SB       |
| 4     | 3       | Су Бінтянь     | Китай (CHN)             |                 | 10.08     | SB       |
| 5     | 5       | Кемарлі Браун  | Бахрейн (BRN)           |                 | 10.13     |          |
| 6     | 2       | Джеймс Дасаолу | Велика Британія (GBR)   |                 | 10.16     |          |
| 7     | 7       | Асука Кембридж | Японія (JPN)            |                 | 10.17     |          |
|       | 8       | Деніел Бейлі   | Антигуа і Барбуда (ANT) |                 | DNS       |          |
|       |         |                |                         | Вітер: ±0.0 m/s |           |          |

### Фінал
| Місце | Доріжка | Ім'я            | Країна            | Час реакції     | Результат | Примітки |
| ----- | ------- | --------------- | ----------------- | --------------- | --------- | -------- |
| 1     | 6       | Усейн Болт      | Ямайка (JAM)      |                 | 9.81      | SB       |
| 2     | 4       | Джастін Гетлін  | США (USA)         |                 | 9.89      |          |
| 3     | 7       | Андре де Грассе | Канада (CAN)      |                 | 9.91      | PB       |
| 4     | 9       | Йоган Блейк     | Ямайка (JAM)      |                 | 9.93      | SB       |
| 5     | 3       | Акані Сімбіне   | ПАР (RSA)         |                 | 9.94      |          |
| 6     | 8       | Бен Юссеф Мейте | Кот-д'Івуар (CIV) |                 | 9.96      |          |
| 7     | 5       | Джиммі Віко     | Франція (FRA)     |                 | 10.04     |          |
| 8     | 2       | Трейвон Бромелл | США (USA)         |                 | 10.06     |          |
|       |         |                 |                   | Вітер: +0.2 m/s |           |          |